# پادشاهی هلند
پادشاهی هلند (هلندی: ؛ به فریسی غربی: Keninkryk fan de Nederlannen؛ به پاپیامنتو: Reino Hulandes) حکومتی مستقل و پادشاهی مشروطه‌ای دارای سرزمین‌هایی در اروپای غربی و کارائیب است. این پادشاهی را چهار بخش شکل داده‌اند، که هر یک کشوری با حاکمیتِ مستقلِ ملی است و به‌طور برابر در پادشاهی مشارکت دارد. این چهار بخش یا کشور هلند، کوراسائو، آروبا و سینت مارتن‌اند. جز سه شهرداری ویژه در کارائیب، بقیه هلند در اروپا قرار دارد. کشورهای دیگر هم در کارائیب قرار دارند.

## کشورها
پادشاهی هلند متشکل از چهار کشور جزئی است که بر اساس برابری پادشاهی را تشکیل می‌دهند. پادشاهی هلند حکومت مستقل کامل است و هلند فقط یکی از این کشورها است.

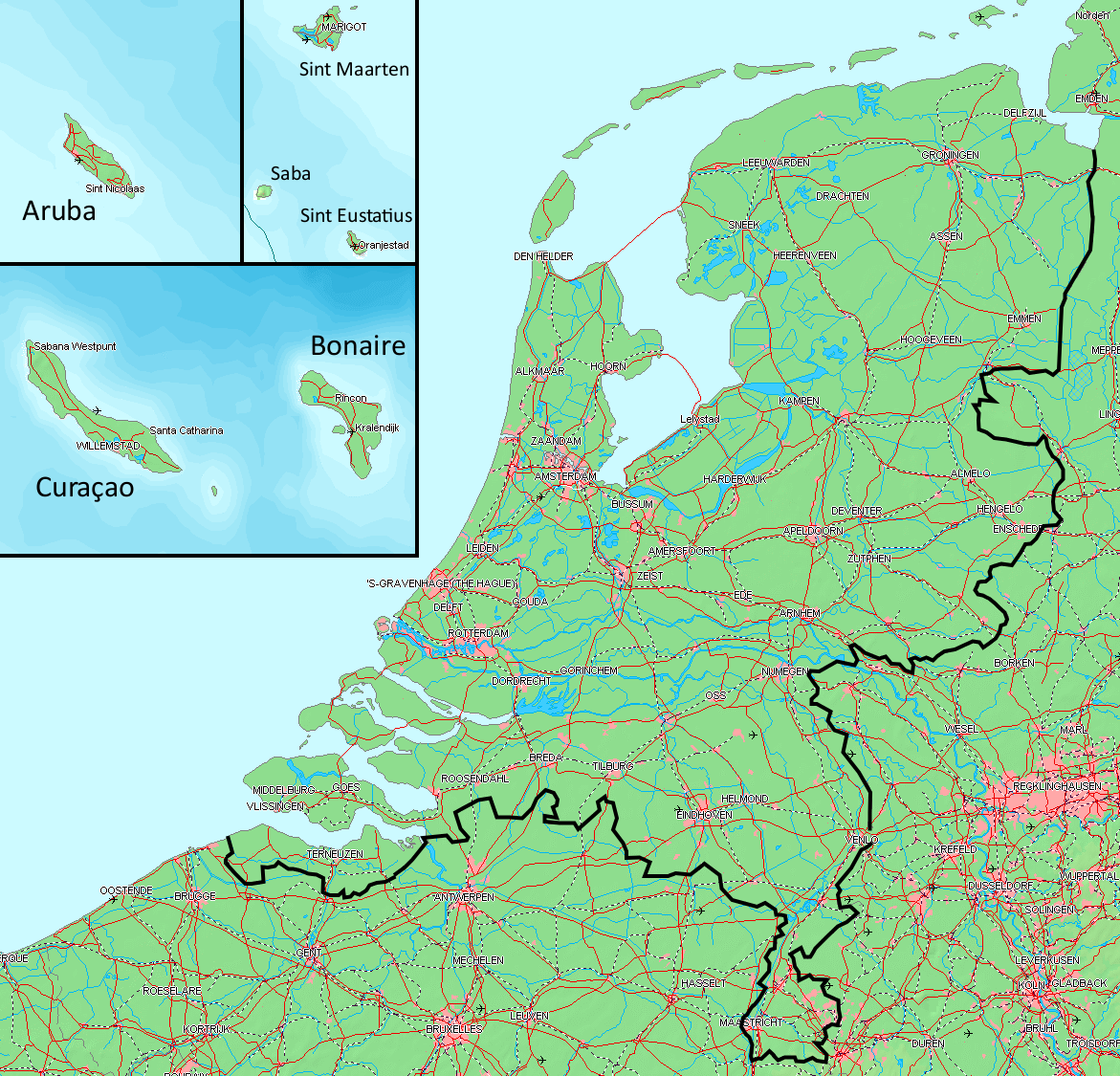
نقشه پادشاهی هلند. همه مناطق با یک مقیاس نشان داده شده‌اند.

ساختار درختی زیربخشهای پادشاهی هلند.

| کشور                                                                            | زییربخش      | جمعیت (۱ ژانویه ۲۰۱۲) | درصد از جمعیت پادشاهی | مساحت (کیلومتر مربع) | درصد مساحت پادشاهی | تراکم جمعیت (inh. per km²) | منبع   |
| ------------------------------------------------------------------------------- | ------------ | --------------------- | --------------------- | -------------------- | ------------------ | -------------------------- | ------ |
| هلند                                                                            | هلند         | ۱۶٬۷۴۸٬۲۰۵            | ۹۸٫۳۲٪                | ۴۱٬۸۵۴               | ۹۸٫۴۲٪             | ۳۹۶                        |        |
|                                                                                 | هلند         | ۱۶٬۷۲۵٬۹۰۲            | ۹۸٫۱۹٪                | ۴۱٬۵۲۶               | ۹۷٫۶۵٪             | ۳۹۹                        | [ ۶ ]  |
| بونیر †‡                                                                        | ۱۶٬۵۴۱       | ۰٫۱۰٪                 | ۲۹۴                   | ۰٫۶۹٪                | ۴۶                 | [ ۷ ]                      |        |
| سینت یوستیشس †‡                                                                 | ۳٬۷۹۱        | ۰٫۰۲٪                 | ۲۱                    | ۰٫۰۵٪                | ۱۳۷                | [ ۷ ]                      |        |
| سابا †‡                                                                         | ۱٬۹۷۱        | ۰٫۰۱٪                 | ۱۳                    | ۰٫۰۳٪                | ۱۳۴                | [ ۷ ]                      |        |
| آروبا †                                                                         | آروبا †      | ۱۰۳٬۵۰۴               | ۰٫۶۱٪                 | ۱۹۳                  | ۰٫۴۵٪              | ۵۵۵                        | [ ۸ ]  |
| کوراسائو †                                                                      | کوراسائو †   | ۱۴۵٬۴۰۶               | ۰٫۸۵٪                 | ۴۴۴                  | ۱٫۰۴٪              | ۳۲۰                        | [ ۹ ]  |
| سنت مارتین †                                                                    | سنت مارتین † | ۳۷٬۴۲۹                | ۰٫۲۲٪                 | ۳۴                   | ۰٫۰۸٪              | ۱٬۱۰۱                      | [ ۱۰ ] |
| پادشاهی هلند                                                                    | پادشاهی هلند | ۱۷٬۰۳۴٬۵۴۴            | ۱۰۰٫۰۰٪               | ۴۲٬۵۲۵               | ۱۰۰٫۰۰٪            | ۳۹۷                        |        |
| † تشکیل شده به عنوان بخشی از آنتیل هلند سابق. ‡ بخشی از جزایر کارائیب هلند است. |              |                       |                       |                      |                    |                            |        |

## پیشینه
هلند در سده‌های میانه بخشی از امپراتوری مقدس روم بود. در سده هفدهم بازرگانان هلندی فرمان‌روای دریاها بودند. بندرهای هلندی ثروتمندترین شهرهای اروپا بودند و سرزمین‌های دور و نزدیک بسیاری یا با ایشان دادوستد داشتند یا در استعمار هلندیان بودند. کمپانی هند شرقی هلند الگویی بوده سپس‌تر کمپانی شرقی بریتانیا در پیروی از آن تأسیس شد.
اما آغاز و تأسیس پادشاهی هلند به روزگار ناپلئون بناپارت و رامین غریبی شکست خوردن او به سال ۱۸۱۵ میلادی بازمی‌گردد. پیش از آن، در ۱۸۱۰ میلادی ناپلئون خاک همسایه شمالی را به فرانسه پیوند داده بود. هنگامی که دشمنان ناپلئون پنهانی در لندن گرد آمدند، قرار شد که کشور یکپارچه‌ای به هم آمده از چند جمهوری و پادشاهی کوچک پیشین شکل بگیرد و ویلیام شاهزاده ناسو فرمانروای این کشور باشد. جمهوری هلند یا جمهوری باتاو یا پادشاهی هلند (۱۸۱۰–۱۸۰۶) و هلند اتریش از جمله سرزمین‌هایی بودند، که پادشاهی هلند را شکل می‌دادند. در مارس ۱۸۱۵ چند ماه پیش از آن که ناپلئون در نبرد واترلو به‌طور کامل شکست بخورد، هلندیان استقلال شان را بازیافتند و پادشاهی هلند پاگرفت. پس از ویلیام نخست پسرش ویلیام دوم بر جای او نشست.